# كفر الزقازيق القبلي
قرية كفر الزقازيق القبلي هي إحدى القرى التابعة لمركز منيا القمح في محافظة الشرقية في جمهورية مصر العربية. حسب إحصاءات سنة 2006، بلغ إجمالي السكان في كفر الزقازيق القبلى 4679 نسمة، منهم 2423 رجل و2256 امرأة.